# 陈显 (宋朝)
陈显（1064年—1147年）。字德明，又记字文昭，号南庄，明州鄞县（今浙江宁波市）人，北宋政治人物。

## 生平
籍貫明州奉化县三石。北宋元豐七年（1084年）考中解元，继而考中進士。受職主簿，后历任翰林院編修、中書、禮部侍郎，官至戶部尚書。蔡京复起用，时任户部尚书的陈显诏对“复用蔡京，士民失望”，宋徽宗贬作越州知州。政和五年（1115年）复召为宣和殿大学士，辞不赴任，隐居鄞县西隅（今蜜岩村）。

## 授赐
虽然陈显被贬官，但宋徽宗知其为人，于崇宁元年（1102年）壬午正月初一日早朝，赐陈显砚台一方，并御题五言律诗一首：
驷马功勋戴，名留御礼乡。
体全仁者寿，日有自傅扬。
石眼明星朗，池心洗日光。
文房一铁砚，中正外端方。

## 家庭
夫人賈氏受朝廷封一品誥命夫人。有三子，其中三子陈景宏。陈景宏子陈伸（陈显孙），吏部尚书。陈伸子陈德刚（陈显曾孙），工部尚书。陈德刚子陈著（陈显4世孙），宝祐四年（1256）进士，南宋诗人学者。陈著子陈泌（陈显5世孙），宋元政治人物、学者。陈泌子陈桱（陈显6世孙），明初政治人物、史学家。

## 遗迹
后代于南宋末年移居福建莆田、广州、南海（今海南文昌）等地。今广州有“陈尚书祠”建于明朝和“宝砚堂”，是陈氏后人纪念陈显的家族建筑。